# Denis Richet
Denis Richet (Parigi, 22 dicembre 1927 – Parigi, 15 settembre 1989) è stato uno storico francese esperto della Rivoluzione francese.
Richet è stato docente presso l'École polytechnique, alla Sorbona, all'Università di Tours, titolare della cattedra di Storia sociale alla prestigiosa Ecole des Hautes Etudes en Sciences Sociales di Parigi, di cui è stato anche direttore. Ha lavorato insieme a François Furet sui temi della Rivoluzione francese scrostando dall'interpretazione storiografica sull'argomento il peso delle tesi del materialismo storico di moda all'epoca, che impedivano una valorizzazione dei temi degli ideali, dei principi rivoluzionari, del ruolo politico.
Con Furet, Richet ha scritto la fondamentale opera La Rivoluzione francese nella quale è sintetizzato il lavoro dell'intera carriera di questi due autori. Tra le altre opere, in italiano:
- Lo spirito delle istituzioni. Esperienze costituzionali nella Francia moderna, a cura di F. Di Donato, Roma-Bari, Laterza, 1998 (ed. orig. Paris, 1973).